# Dokkum

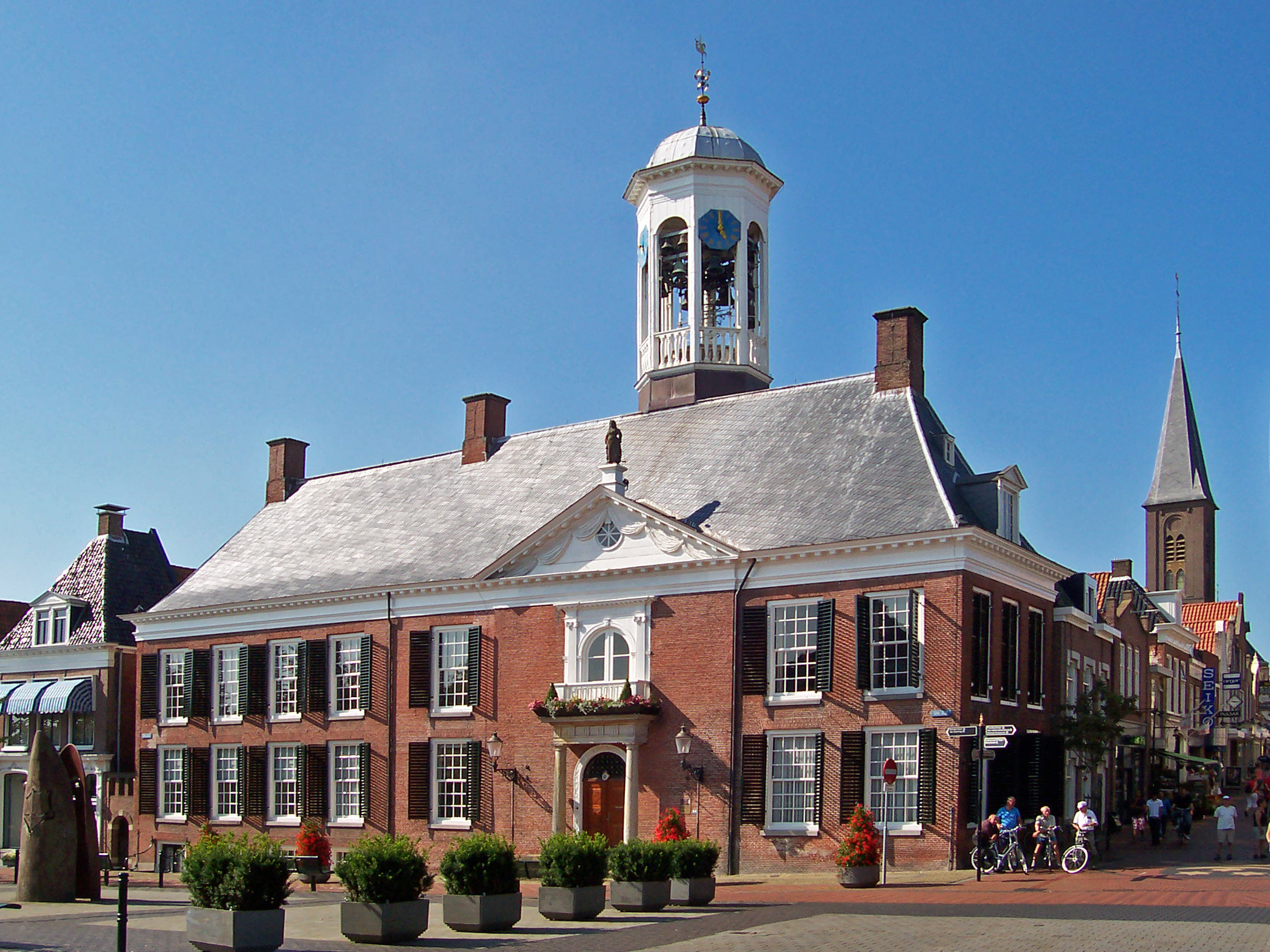
Dokkums stadshus.

Dokkum, tidigare även Dockum, är en gammal stad i kommunen Dongeradeel i den nederländska provinsen Friesland. I närheten av Dokkum blev Tysklands apostel Bonifatius år 755 dödad av hedningar. 2020 hade staden 12 675 invånare.